# Айдиновско македонско благотворително братство
Айдиновското македонско благотворително братство „Зърнево“ е организация на бежанците от областта Македония, установили се в Айдиново, Пещерско.

## История
На 2 март 1926 година е учредено новото братство по инициатива на Велик Н. Сивков и Димитър Т. Керцодов от Пещерското македонско благотворително братство. Братството си избира настоятелство в състав Иван Бл. Радев (председател), Дино Бл. Радев (подпредседател, касиер, секретар) и съветници Благо Д. Желев, Тодор А. Маджаров и Димитър Поздеров. На заседанието участват 28 души членове на братството.